# Cheile (Lanțul cu chei mi-a căzut din stele în creier)
Cheile, având ca prim vers Lanțul cu chei mi-a căzut din stele în creier, respectiv precizarea " Se dedică lui Mihai Șoran ", este o poezie de Nichita Stănescu din volumul Operele imperfecte, apărut în 1979.